# 2025年5月

## 5月1日
- 韩国大法院推翻2025年大韩民国总统候选人、共同民主党前代表李在明涉嫌违反《公职选举法》的無罪二审判决，发回二审法院首尔高等法院重审。[1]
- 韩国检察厅紧急戒严特别侦查本部以涉嫌滥用职权妨碍权利行使罪为由对前总统尹锡悦提起公诉。[2]
- 韩国国会对经济副总理和财长崔相穆发动弹劾，唯崔相穆当晚即刻辞职，弹劾案中止。[3]
- 韩国國務總理兼代理總統韓悳洙因參加總統選舉辭職[4]，第一順位代理總理及總統崔相穆亦於同日辭職，李周浩因而代理總理及總統。[5]
- 美國國家安全顧問邁克·華爾茲被撤，總統唐納·川普將他任命為美國駐聯合國代表。[6]
- 英國舉行2025年英國地方選舉。[7]

## 5月2日
- 德國聯邦憲法保護局宣佈德國另類選擇黨為「右翼極端組織」。[8]

## 5月3日
- 澳洲總理领导的工黨，在大選勝出成功連任[9]。
- 新加坡总理黄循财领导的人民行动党在新加坡大选赢得多数议席[10]。
- 多哥總統福雷·納辛貝轉任總理級的部長會議主席，新總統由让-吕西安·萨维·德·托韦（英语：Jean-Lucien Savi de Tové）擔任。[11]
- 葉門亞丁政府任命薩勒姆·薩勒赫·本·布萊克（英语：Salem Saleh bin Braik）為新一任葉門總理。[12]
- 布里斯·奥利吉·恩圭马正式就任加彭總統。[13]

## 5月4日
- 羅馬尼亞舉行2025年羅馬尼亞總統選舉第一輪投票，羅馬尼亞人團結聯盟黨首喬治·西米翁獲約40%選票居首。[14]
- 中华人民共和国贵州省畢節市黔西市发生游船倾覆事故，造成10人死亡，另有70人送院治疗。[15]
- 由于勒沃库森战平弗赖堡，拜仁慕尼黑提前两轮获得德甲冠军。[16]
- 也門胡塞武裝向以色列特拉維夫發射一枚彈道導彈，擊中本-古里安國際機場主要航廈的外圍區域[17]。

## 5月5日
- 受投票結果影響，羅馬尼亞總理馬切爾·喬拉庫宣布辭職。[14]
- 赵心童在2025年世界斯诺克锦标赛决赛中击败马克·威廉姆斯，成为亚洲首位世锦赛冠军、首位赢得世锦赛的业余球手。[18]
- 以色列空軍針對也門胡塞武裝發動多輪空襲，以報復該組織前一天對本-古里安國際機場發射彈道導彈襲擊[19]。
- 中華人民共和國領導人習近平對俄羅斯進行國事訪問，並出席在5月9日莫斯科舉行的2025年紅場閱兵[20]。

## 5月6日
- 德國眾議院舉行選出新任德國總理的選舉，然而基民盟黨首弗里德里希·默茨競選失敗。[21]後來梅爾茨在當天下午的聯邦議院第二次投票中當選。[22]
- 開曼群島議會選出安德烈·伊班克斯（英语：André Ebanks）為開曼群島總理。[23]
- 克特林·普雷多尤任羅馬尼亞代總理。[24]
- 印度对巴基斯坦发动空袭，巴基斯坦随后对印方目标还击。[25][26]

## 5月7日
- 在苏丹政府军指控阿联酋於内战中支持快速支援部队后，苏丹与该国断交。[27][28]
- 中國前國家體育總局局長苟仲文被提起公訴。[29]

## 5月8日
- 圣座主教部部长兼宗座拉丁美洲委员会主席罗伯特·方济各·普雷沃斯特在教宗选举中当选新一任教宗，成为罗马教廷首位美国出生的教宗，其圣名为良十四世。[30]

## 5月9日
- 庆祝苏联卫国战争胜利80周年阅兵仪式在俄罗斯首都莫斯科红场举行。[31]

## 5月10日
- 由穆罕默德·尤努斯领导的孟加拉国临时政府（英语：Yunus ministry）宣布在2024年抗议运动相关案件审结前，查禁前执政党孟加拉人民联盟。[32][33]
- 印度与巴基斯坦共同宣布同意达成全面停火。[34]

## 5月11日
- 阿爾巴尼亞舉行2025年阿爾巴尼亞議會選舉，執政黨阿爾巴尼亞社會黨佔據優勢。[35]
- 金文洙成為2025年韓國總統大選中國民力量黨候選人，韓悳洙宣佈退選。[36]

## 5月12日
- 菲律賓舉行2025年菲律賓大選（英语：2025 Philippine general election）[37]。在荷兰海牙聯合國拘留所身陷囹圄的前總統羅德里戈·杜特爾特當選達沃市長。[38]
- 庫爾德工人黨宣佈解散。[39]
- 中美两国经贸代表在瑞士经过两天谈判后联合发表“中美日内瓦经贸会谈联合声明”，美国对中国的关税从145%降至30%，而中国对美国的关税从125%降低至10%。[40]

## 5月13日
- 面對國會譴責的秘魯總理古斯塔沃·阿德里安森（英语：Gustavo Adrianzén）辭職。[41]
- 蘇珊·李（英语：Sussan Ley）被選為澳大利亞自由黨黨首。[42]
- 美國總統當勞·特朗普宣佈全面解除美國自1979年起對敘利亞的制裁[43]。
- 以色列對加沙地帶南部汗尤尼斯富哈里的加沙歐洲醫院發動空襲，攻擊的目標是哈馬斯事實上領袖穆罕默德·辛瓦爾，事後以方證實辛瓦爾被擊斃[44]。

## 5月14日
- 秘魯總統迪娜·博魯阿爾特任命愛德瓦爾多·阿拉納·伊薩（英语：Eduardo Arana Ysa）為新總理。[45]
- 美國總統當勞·特朗普訪問沙地阿拉伯期間會見敘利亞臨時總統艾哈邁德·沙拉，這是自2000年以來美國和敘利亞雙方元首首次會晤[46]。

## 5月15日
- 巴塞罗那提前两轮夺得2024-25年西班牙足球甲级联赛冠军。[47]

## 5月16日
- 現任廣西壯族自治區人民政府主席藍天立因涉嫌嚴重違紀違法接受中紀委國家監委審查調查。[48]
- 世界銀行宣佈沙地阿拉伯及卡塔爾已為敍利亞清還1550萬美元的債務，令敍利亞可向世界銀行申請重建資金[49]。
- 美國路易斯安那州新奧爾良奧爾良堂區監獄（英语：Orleans Parish Prison）發生一宗越獄事件，10名囚犯經由廁所後牆的一個洞口逃離。當中6人涉及謀殺或企圖謀殺的指控[50]。

## 5月17日
- 一枚炸弹在加利福尼亚州的棕榈泉的一间妇科诊所外爆炸。造成1人死亡，4人受伤。[51]
- 墨西哥海軍夸烏特莫克號風帆訓練艦（英语：ARM Cuauhtémoc (BE01)）在駛離紐約市時撞上布魯克林大橋。該艦的上層桅杆觸及橋底，使部分纜索塌落，造成艦上2人死，25人受傷，其中3人重傷[52]。
- 芬蘭埃烏拉附近發生埃烏拉直升機相撞事故（芬蘭語：Euran helikopterionnettomuus），5名來自愛沙尼亞的人員死亡。[53]

## 5月18日
- 羅馬尼亞舉行2025年羅馬尼亞總統選舉第二輪投票，前布加勒斯特市長尼庫紹爾·達恩當選。[54]
- 波蘭舉行2025年波蘭總統選舉第一輪投票，拉法烏·恰斯科夫斯基與卡羅爾·納夫羅茨基預計進入第二輪投票。[55]
- 葡萄牙舉行2025年葡萄牙議會選舉，執政的中右聯盟預計獲勝但不過半。[56]
- 奥地利歌手JJ以《虚度的爱》获得2025年欧洲歌唱大赛冠军。[57]
- 中国湖北省武汉市硚口区崇仁街道爱国社区一烧烤店发生枪击事件，嫌犯在现场连开四枪后逃离现场，造成1人死亡、2人受伤[58]。
- 良十四世在教宗就職彌撒中正式就任羅馬教宗一職[59]。

## 5月19日
- 蘇丹領導人阿卜杜勒·法塔赫·布爾漢任命前聯合國官員卡米爾·伊德里斯（英语：Kamil Idris）為蘇丹總理。[60]
- 臺灣新北市三峽區北大國小旁國成街與國光街口發生重大車禍，車輛暴衝，於行人專用時相行人在過馬路期間，超過10人受到波及，其中3人宣告不治，另外總統賴清德指示行政院成立專案小組[61][62]。
- 中國安徽省滁州市鳳陽縣明中都鼓樓重檐歇山頂屋面發生大規模瓦片脫落事件[63]。

## 5月20日
- 澳大利亚国家党领袖大卫·利特尔普劳德（英语：David Littleproud）宣布，国家党将不再与自由党达成联盟协议，自由—国家联盟解散。[64]

## 5月21日
- 小泉進次郎就任日本農林水產大臣。[65]
- 以色列駐美國大使館兩名職員在美國華盛頓哥倫比亞特區莉蓮與艾伯特·斯摩爾首都猶太博物館（英语：Lillian & Albert Small Capital Jewish Museum）外遇襲身亡[66]。
- 美國總統當勞·特朗普與南非總統西里爾·拉馬福薩在華盛頓特區白宮橢圓形辦公室舉行雙邊會談，特朗普當著拉馬福薩面前指控南非對南非白人實施種族滅絕[67]。

## 5月23日
- 夺得2024-25年意大利足球甲级联赛冠军。[68]

## 5月24日
- 伊朗导演贾法尔·帕纳希执导电影《普通事故》获得第78届戛纳电影节主竞赛单元金棕榈奖。[69]
- 武汉江大决赛击败墨爾本城，夺得首届亚足联女子冠军联赛冠军。[70]
- 兵工廠在歐洲女子冠軍聯賽決賽以1比0擊敗巴塞隆納，贏得隊史第二座歐冠冠軍[71]。

## 5月25日
- 蘇利南舉行2025年蘇利南大選（英语：2025 Surinamese general election），國民民主黨（英语：National Democratic Party (Suriname)）、進步改革黨（英语：Progressive Reform Party (Suriname)）兩大黨以及其他小黨三者獲得席位幾乎相等。[72]
- 委內瑞拉舉行2025年委內瑞拉議會選舉（英语：2025 Venezuelan parliamentary election），委内瑞拉统一社会主义党獲得絕大多數席位。[73]

## 5月26日
- 加拿大國王查理斯三世對加拿大進行王室訪問，這是他自繼任加拿大國王以來首次踏足該國[74]。
- 一名男子在英國默西賽德郡利物浦水街駕車衝入正在慶祝利物浦足球會奪得英格蘭超級聯賽冠軍的勝利巡遊活動，造成47人受傷[75]。

## 5月27日
- 薩摩亞國會否決政府預算案，薩摩亞總理菲婭梅·內奧米·馬塔阿法宣佈會提前舉行大選。[76]
- 中国山东省高密市友道化学有限公司一车间发生爆炸事故，造成5人死亡，6人失联，19人受伤[77]。

## 5月28日
- 宣佈離開第二次川普政府。[78]
- 大之里泰輝成為第75代橫綱。[79]

## 5月29日
- 俄羅斯總統普京在莫斯科會見安倍昭惠。[80]

## 5月30日
- 国际调解院公约签署仪式在香港举行，33个国家现场签署公约，成为创始成员国[81]。

## 5月31日
- 天主教烏赫爾教區主教祖安·恩里克·維韋斯-西西利亞退位，由喬瑟普-路易斯·西拉諾-旁尼達（英语：Josep-Lluís Serrano Pentinat）接替。[82]
- 巴黎聖日耳門在德國慕尼黑安聯球場舉辦的2024年至2025年歐洲聯賽冠軍盃決賽中以5–0擊敗國際米蘭，首次赢得歐聯冠軍。[83]